# Irgendwo auf der Welt

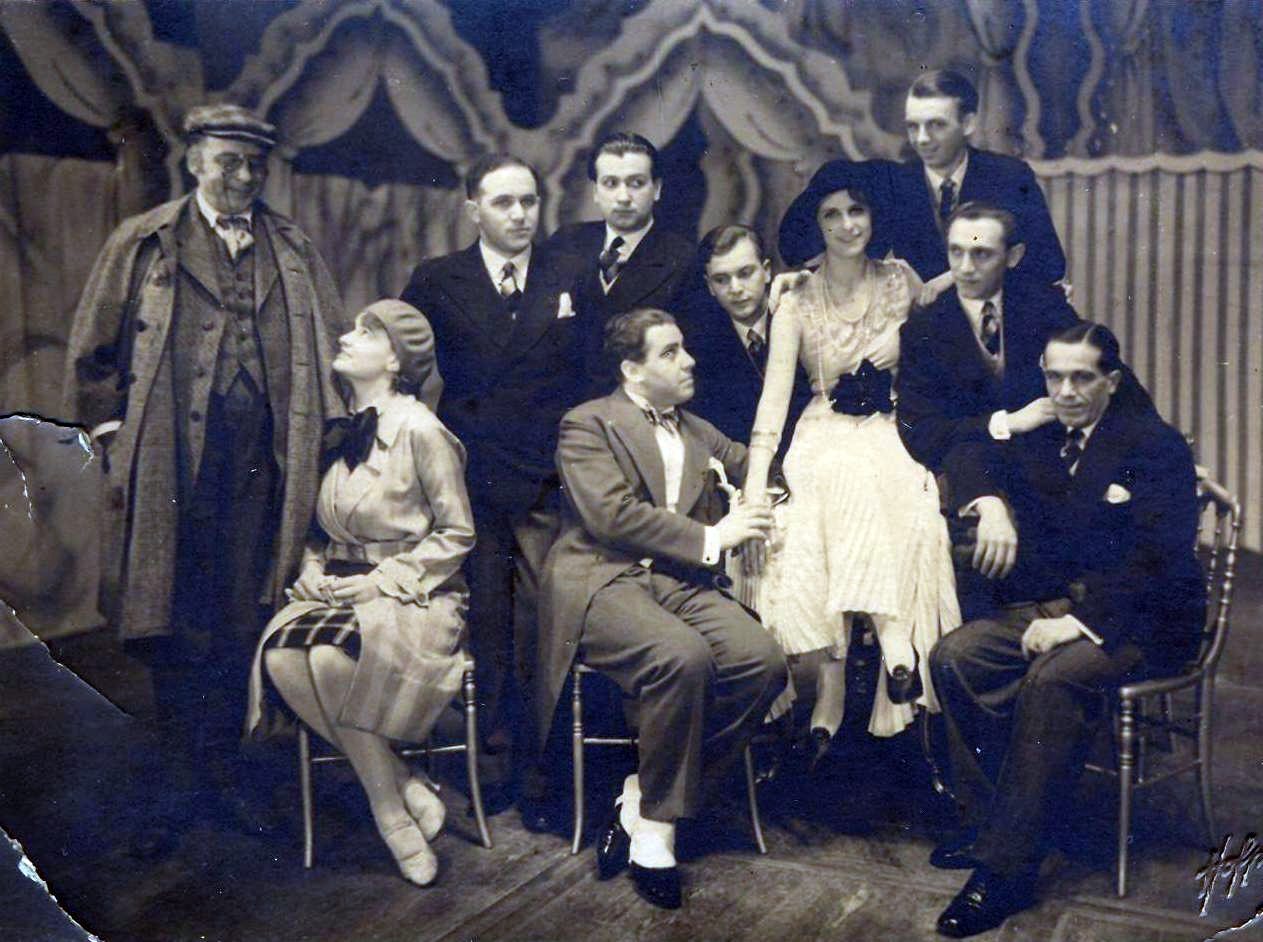
Die Comedian Harmonists in der Leipziger Inszenierung der Revue „Zwei Krawatten“, die am 26. Dezember 1929 im Leipziger Schauspielhaus Premiere hatte – mit dem neuen 2. Tenor Erich A. Collin (Fünfter von rechts)

Irgendwo auf der Welt ist ein Schellack-Schlager von Werner Richard Heymann, der für den Film  Ein blonder Traum (1932) mit Willy Fritsch, Willi Forst, Lilian Harvey, Paul Hörbiger, Trude Hesterberg geschrieben wurde. Das Lied, im Film interpretiert von Lilian Harvey, wurde international populär durch die Comedian Harmonists.

## Textgeschichte
Komponist Werner Richard Heymann steuerte mit den Liedern Wir zahlen keine Miete mehr, wir sind im Grünen zuhaus und Irgendwo auf der Welt gibt’s ein kleines bißchen Glück zwei veritable Evergreens zur Komödie Ein blonder Traum bei. Die Liedtexte stammen von Robert Gilbert und dem Drehbuch-Coautor Walter Reisch, der wiederum mit dem jungen Billy Wilder das Filmdrehbuch verfasste. Das Klavierarrangement zu Heymanns Kompositionen übernahm Gérard Jacobson.

## Vertonung (Auswahl)
- Irgendwo auf der Welt, Lilian Harvey mit dem Ufa-Jazz-Orchester unter Leitung von Gérard Jacobson, 1932, Odeon O-11 684 1742[1]
- Irgendwo auf der Welt, Kardosch-Sänger, Aufnahmedatum: 8. Oktober 1932, Telefunken A 1230
- Irgendwo auf der Welt, Abel-Quartett, Juli 1932, Kristall 7018
- Irgendwo auf der Welt / Einmal schafft’s jeder, Comedian Harmonists (EG #2607, Aufnahmedatum: 8. September 1932), September 1932
- Irgendwo auf der Welt, Nina Hagen & Capital Dance Orchestra (2006) auf YouTube
- Irgendwo auf der Welt, Die Prinzen & Udo Lindenberg (2009) auf YouTube
- Irgendwo auf der Welt, Helena Goldt (2018) auf YouTube
- Irgendwo auf der Welt, Steinlandpiraten (2018) auf YouTube
- Take Sepp - Irgendwo auf der Welt, 1998

## Text (Auszug)
Irgendwo auf der Welt

gibt’s ein kleines bisschen Glück

und ich träum’ davon in jedem Augenblick.

Irgendwo auf der Welt

gibt’s ein bisschen Seligkeit

und ich träum’ davon schon lange lange Zeit.